# Große kreisangehörige Stadt
Portano il titolo Große kreisangehörige Stadt (letteralmente: "Grande città appartenente a un circondario") le città di alcuni Stati federati della Germania che, oltre ai compiti tipici di una città, svolgono anche i compiti delle comunità amministrative della Germania, delle quali non hanno bisogno.
In particolare:
- nella Renania Settentrionale-Vestfalia una città diventa "Große kreisangehörige Stadt" quando raggiunge una popolazione di 60 000 abitanti;
- nel Brandeburgo quando raggiunge una popolazione di 45 000 abitanti;
- nella Renania-Palatinato e nella Turingia talvolta anche con popolazioni inferiori.

Inoltre, nella Renania Settentrionale-Vestfalia e nel Brandeburgo, le città che abbiano raggiunto una popolazione di 25 000 abitanti portano il titolo di Media città di circondario.

## Elenco

### Brandeburgo
- Bernau bei Berlin
- Eberswalde[1]
- Eisenhüttenstadt
- Falkensee
- Oranienburg[2]
- Schwedt/Oder

### Renania Settentrionale-Vestfalia
- Arnsberg
- Bergheim
- Bergisch Gladbach
- Bocholt
- Castrop-Rauxel
- Detmold
- Dinslaken
- Dormagen
- Dorsten
- Düren
- Gladbeck
- Grevenbroich
- Gütersloh
- Herford
- Herten
- Iserlohn
- Kerpen
- Lippstadt
- Lüdenscheid
- Lünen
- Marl
- Minden
- Moers
- Neuss
- Paderborn
- Ratingen
- Recklinghausen
- Rheine
- Siegen
- Troisdorf
- Unna
- Velbert
- Viersen
- Wesel
- Witten

### Renania-Palatinato
- Andernach
- Bad Kreuznach
- Bingen am Rhein
- Idar-Oberstein
- Ingelheim am Rhein
- Lahnstein
- Mayen
- Neuwied

### Schleswig-Holstein
- Norderstedt

### Turingia
- Altenburg
- Gotha
- Ilmenau
- Mühlhausen/Thüringen
- Nordhausen

## Altre categorie di città tedesche constatusspeciale
- Media città di circondario (Mittlere kreisangehörige Stadt), nel Brandeburgo e Renania Settentrionale-Vestfalia
- Grande città circondariale (Große Kreisstadt), in Baden-Württemberg, Baviera e Sassonia
- Grande città indipendente (Große selbständige Stadt), in Bassa Sassonia
- Comune indipendente (Selbständige Gemeinde), in Bassa Sassonia
- Città media (Mittelstadt), nel Saarland
- Città con status speciale (Sonderstatusstadt), in Assia